# サフィール (列車)

1957年時点のTEE網におけるサフィール（赤、ドルトムント - オーステンデ）。薄青はTEEライン・マイン。

サフィール(Saphir)はベルギーとドイツ（西ドイツ）を結んでいた国際列車である。ベルギー側の発着地はオーステンデまたはブリュッセルであり、ドイツ側は時期によりドルトムント、フランクフルト・アム・マイン、ニュルンベルクあるいはケルンであった。
1954年に運行を開始した。1957年から1979年まではTEEであり、その後はインターシティとなった。1987年に列車名をメムリンク(Memling)と改めてユーロシティとなり、1997年にタリスのドイツ乗り入れとともに廃止された。
列車名「サフィール」はドイツ語、フランス語などでサファイアの意。なお「サフィール」という列車名は1992年から1995年までドイツ国内のICEの列車名として用いられた。また「メムリンク」は1974年から1984年までパリ - ブリュッセル間のTEEの列車名の一つであった。これについてはパリ・ブリュッセル・アムステルダム間の列車を参照。

## 歴史

### F-Zug
サフィールは1954年5月23日、西ドイツのドルトムントとベルギーのオーステンデをデュッセルドルフ、ケルン、アーヘン、リエージュ、ブリュッセルなどを経由して結ぶ気動車列車として運行を開始した。西ドイツ国内においてはドイツ連邦鉄道（西ドイツ国鉄）の特急列車(Fernzug, F-Zug)とされた。オーステンデではイギリスへの船舶と、またケルンではフランクフルト・アム・マイン - ドルトムント（1956年からはアムステルダム）間のF-Zugライン・マインと接続しており、これらと合わせてドイツとイギリスを結ぶ役割も担っていた。

### TEE
1957年6月2日のTEE発足とともに、サフィールはTEEの一列車となった。

1958年時点のTEE網におけるサフィール（赤、フランクフルト - オーステンデ）。薄青はTEEパリ・ルール、パルジファル。

1958年6月1日から、サフィールのドイツ側の発着地はフランクフルト・アム・マインに変更された。ドルトムントなどルール地方へはパリからベルギー南部経由のTEEパリ・ルールが運行されており、1957年冬からは同区間にTEEパルジファルが新設されていた。オーステンデやブリュッセルとルール地方は、ベルギー国内列車とこれらのTEEをリエージュで乗り継ぐことでも結ばれていたため、サフィールは重複を避けてフランクフルト発着とされた。またサフィール自身もケルンでルール地方やハノーファーへの西ドイツ国内列車と接続した。
なおフランクフルト - ケルン間はTEEライン・マイン（フランクフルト - アムステルダム）と同一の経路であり、ブリュッセル行のサフィールはフランクフルト - ケルン間でライン・マインと連結して運転されるようになった。ただしフランクフルト行のサフィールとライン・マインは別の列車として運行された。
1959年5月31日のダイヤ改正で、サフィールは途中の走行経路を変更し、マインツに代わってライン川対岸のヴィースバーデンを経由するようになった。頭端式のヴィースバーデン中央駅では2分間の停車時間で方向転換が行なわれた。またこのときからライン・マインのとの併結運転は打ち切られた。1966年5月22日にはオーステンデ - ブリュッセル間の利用不振により、ベルギー側がブリュッセル発着に短縮された。
1971年夏のダイヤ改正でTEEの列車番号の付け方が変わり、サフィールはそれまでブリュッセル行が奇数、フランクフルト行が偶数だったのが逆（ブリュッセル行 : TEE20、フランクフルト行 : TEE21）となっている。

### インターシティ網の一部に

（青）サフィール
（薄赤）IC1号線
（薄青）IC2号線
（薄緑）IC3号線
（薄黄）IC4号線

1971年9月26日のダイヤ改正で西ドイツ国鉄はインターシティ(IC)の創設を中心とする長距離列車網の改革を行ない、サフィールなどのTEEも西ドイツ国内においてはインターシティ網の一部と位置づけられるようになり、他のTEEやICとともに約2時間間隔のパターンダイヤで運行された。
サフィールはこの時から西ドイツ国鉄のTEE/IC用客車を電気機関車が牽引する客車列車となった。またブリュッセル行サフィールの始発駅はニュルンベルクに変更された。往復で区間が異なるのは、車両を国内インターシティと共通の運用として効率を上げるためである。
サフィールはケルン - フランクフルト - ニュルンベルク間においてIC2号線（ハノーファー - ケルン - フランクフルト - ミュンヘン）の一部とされた。ただしIC2号線は本来コブレンツ - フランクフルト間はヴィースバーデン経由であるが、フランクフルト行のサフィールは例外でマインツを経由した。ブリュッセル行はヴィースバーデン経由であり、フランクフルト中央駅とヴィースバーデン中央駅で連続して方向転換を行なった。
フランクフルト行サフィールへはケルン中央駅でTEEライン・マイン（アムステルダム → ケルン → ボン）、IC「パトリツィア」（Patrizier, IC1号線 ハンブルク → ケルン）、IC「ゲルマニア」（Germania, IC2号線 ハノーファー → ケルン）から乗り換えが可能であった。またブリュッセル行サフィールはケルン中央駅でIC「シュヴァーベンプファイル」（Schwabenpfeil, IC1号線 シュトゥットガルト → ケルン → ハンブルク）、TEE「ディアマント」（Diamant, ブリュッセル → ケルン → ハノーファー、ケルン - ハノーファー間IC2号線）と接続していた。

### 一二等インターシティ
1978年5月28日から、西ドイツ国鉄はIC2号線のインターシティの一部区間に二等車を連結するようになった。ブリュッセル行のサフィール(TEE 20)はTEE扱いなのはフランクフルトからとなり、ニュルンベルク - フランクフルト間は二等車を含む同名のインターシティ(IC 20)となった。
1979年5月27日からサフィールは全区間で二等車を含む列車となり、TEEではなくなった。西ドイツ国内においてはインターシティとして扱われた。
1980年6月1日からは運行区間がブリュッセル - ケルン間に短縮された。このダイヤ改正から国際列車に対しても「インターシティ」の列車種別が用いられることになり、サフィールは全区間でインターシティとなった。1981年5月31日から運行区間はオーステンデ - ケルン間に延長された。1984年6月3日からはベルギー国鉄の創設したインターシティのB線（オーステンデ - ブリュッセル - ケルン）の一列車となり、この区間で他のインターシティとともに2時間間隔のパターンダイヤとなった。

### ユーロシティ「メムリンク」
1987年5月31日のユーロシティの発足とともに、サフィールは「メムリンク」(Memling)と改名されてオーステンデ - ケルン間のユーロシティとなった。
1993年5月23日のダイヤ改正でメムリンクの運行区間はオーステンデ - ドルトムント間に延長された。この時期ブリュッセル - ケルン間ではメムリンクを含め一日4往復のユーロシティが運行されていた。
1997年12月14日、タリスがパリからブリュッセル経由でケルンへ乗り入れるようになったのと引き替えに、メムリンクは廃止された。
一方、「サフィール」という列車名は1992年から1995年まで以下のドイツ国内のICEで用いられていた。いずれもTEE, インターシティ時代の運行区間とは特に関係ない。
- 1992年5月31日 - 1993年5月22日 : シュトゥットガルト - ハンブルク
- 1993年5月23日 - 1995年5月27日 : カールスルーエ - ハンブルク

### 現況
2002年からブリュッセル - フランクフルト間にはケルン-ライン＝マイン高速線経由の直通ICEが運行されている。2010年夏ダイヤではブリュッセル南駅とフランクフルト中央駅の間に3往復のICEがあり、所要時間は3時間05分から15分である。このほかパリ - ブリュッセル - ケルン間のタリスが6往復運行されており、ICEと合わせてブリュッセル - ケルン間では1時間から2時間間隔となる。オーステンデとドイツ、あるいはベルギーとルール地方を直接結ぶ列車は現存しない。

### 年表
- 1954年5月23日  : F-Zug「サフィール」、ドルトムント - オーステンデ間で運行開始。
- 1957年6月2日 : TEEとなる。
- 1958年6月1日 : フランクフルト・アム・マイン - オーステンデ間に経路を変更。
- 1966年5月22日 : フランクフルト - ブリュッセル間に短縮。
- 1971年9月26日 : 客車列車化。ブリュッセル行列車の始発はニュルンベルクとなる。
- 1978年5月28日 : ブリュッセル行列車はニュルンベルク - フランクフルト間で二等車を連結し、同区間ではインターシティ扱いとなる。
- 1979年5月27日 : 全区間で二等車を連結し、TEEではなくなる。西ドイツ国内ではインターシティとなる。
- 1980年6月1日 : ブリュッセル - ケルン間に短縮、国際インターシティとなる。
- 1981年5月31日 : オーステンデ - ケルン間に延長。
- 1987年5月31日 : 「メムリンク」と改名されユーロシティになる。
- 1993年5月23日 : オーステンデ - ドルトムント間に延長。
- 1997年12月14日 : 廃止。

## 停車駅一覧
TEE時代のサフィールの停車駅は以下の通り。
| 国       | 駅名                                         | 1957年6月2日- | 1958年6月1日- | 1959年5月31日- | 1962年5月27日- | 1966年5月22日- | 1971年9月26日- | 1971年9月26日- | 1975年6月1日- | 1975年6月1日- |
| -------- | -------------------------------------------- | ------------- | ------------- | -------------- | -------------- | -------------- | -------------- | -------------- | ------------- | ------------- |
| ベルギー | オーステンデ駅                               | ●             | ●             | ●              | ●              |                |                |                |               |               |
| ベルギー | ブルッヘ駅                                   | ●             | ●             | ●              | ●              |                |                |                |               |               |
| ベルギー | ヘント＝シント＝ピーテルス駅                 | ●             | ●             | ●              | ●              |                |                |                |               |               |
| ベルギー | ブリュッセル南駅                             | ●             | ●             | ●              | ●              | ●              | ●              | ●              | ●             | ●             |
| ベルギー | ブリュッセル中央駅                           | ｜            | ｜            | ｜             | ｜             | ｜             | ｜             | ｜             | ●             | ●             |
| ベルギー | ブリュッセル北駅                             | ●             | ●             | ●              | ●              | ●              | ●              | ●              | ●             | ●             |
| ベルギー | リエージュ＝ギユマン駅                       | ●             | ●             | ●              | ●              | ●              | ●              | ●              | ●             | ●             |
| ベルギー | ヴェルヴィエ中央駅 Verviers-Central          | ●             | ●             | ●              | ▲              | ●              | ●              | ●              | ●             | ●             |
| ベルギー | エルベスタル駅 Herbesthal                    | ｜            | ｜            | ●              | ▲              | ｜             | ｜             | ｜             | ｜            | ｜            |
| 西ドイツ | アーヘン中央駅                               | ●             | ●             | ●              | ●              | ●              | ●              | ●              | ●             | ●             |
| 西ドイツ | ケルン中央駅                                 | ●             | ●             | ●              | ●              | ●              | ●              | ●              | ●             | ●             |
| 西ドイツ | デュッセルドルフ中央駅                       | ●             | ∥             | ∥              | ∥              | ∥              | ∥              | ∥              | ∥             | ∥             |
| 西ドイツ | デュースブルク中央駅                         | ●             | ∥             | ∥              | ∥              | ∥              | ∥              | ∥              | ∥             | ∥             |
| 西ドイツ | エッセン中央駅 Essen Hbf                     | ●             | ∥             | ∥              | ∥              | ∥              | ∥              | ∥              | ∥             | ∥             |
| 西ドイツ | ボーフム中央駅 Bochum Hbf                    | ●             | ∥             | ∥              | ∥              | ∥              | ∥              | ∥              | ∥             | ∥             |
| 西ドイツ | ドルトムント中央駅                           | ●             | ∥             | ∥              | ∥              | ∥              | ∥              | ∥              | ∥             | ∥             |
| 西ドイツ | ボン中央駅 Bonn Hbf                          |               | ●             | ●              | ●              | ●              | ●              | ●              | ●             | ●             |
| 西ドイツ | コブレンツ中央駅 Koblenz Hbf                 | ●             | ●             | ●              | ●              | ●              | ●              | ●              | ●             |               |
| 西ドイツ | マインツ中央駅 Mainz Hbf                     | ●             | ∥             | ∥              | ∥              | ▼              | ∥              | ▼              | ∥             |               |
| 西ドイツ | ヴィースバーデン中央駅                       | ∥             | ●             | ●              | ●              | ∥              | ▲              | ∥              | ▲             |               |
| 西ドイツ | フランクフルト中央駅                         | ●             | ●             | ●              | ●              | ●              | ●              | ●              | ●             |               |
| 西ドイツ | アシャッフェンブルク中央駅 Aschaffenburg Hbf |               |               |                |                |                | ▲              |                | ▲             |               |
| 西ドイツ | ヴュルツブルク中央駅 Würzburg Hbf            |               | ▲             |                | ▲              |                |                |                |               |               |
| 西ドイツ | ニュルンベルク中央駅 Nürnberg Hbf            |               | ▲             |                | ▲              |                |                |                |               |               |

| ●    | ▲                      | ▼                    | ｜   | ∥        |
| ---- | ---------------------- | -------------------- | ---- | -------- |
| 停車 | ベルギー方面行のみ停車 | ドイツ方面行のみ停車 | 通過 | 経由せず |

1. ↑  ベルギーとドイツの国境駅

## 車両・編成

### 気動車

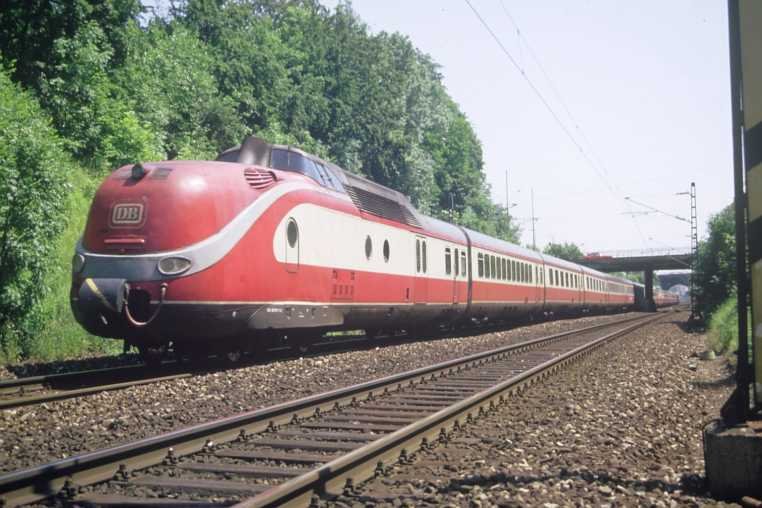
VT11.5形気動車（写真はTEE運用から退いた後）

1954年の運行開始時から、サフィールは西ドイツ国鉄のVT08.5形気動車(DB-Baureihe VT 08)を用いていた。
1957年6月2日のTEE化時にはTEE専用車両であるVT11.5形（1969年にVT601形と改称）に置き換えられる予定であったが、製造が間に合わずVT08.5形がそのまま用いられた。VT11.5形が用いられたのは同年7月15日からである。VT11.5形は7両編成（両端の動力車には客席がないため、客車は5両）で、客車の内訳は一等車3両、一等・バー合造車1両、食堂車1両である。一つの編成がドルトムント、フランクフルト - ブリュッセル、オーステンデ間を一日一往復した。

### 客車
1971年9月26日からサフィールは電気機関車牽引の客車列車となった。客車は1962年以降F-Zugラインゴルトなどに用いられているのと同じ形式（通称ラインゴルト型）のもので、西ドイツ国鉄担当のTEEおよびインターシティの標準的な車両である。
編成は一等コンパートメント車1両、一等開放座席車2両、一等コンパートメント・バー合造車1両、食堂車1両の5両である。両数は気動車時代と同じであるが、客車の全長がVT601形の客車よりも長くなっているため定員は増加している。
この客車は他のTEEやインターシティとともに複雑な運用が組まれた。例えば1971年-72年冬ダイヤでは以下のように3日周期で運用された。
| 日    | 列車                                     | 区間                          | 系統    |
| ----- | ---------------------------------------- | ----------------------------- | ------- |
| 第1日 | TEE20 サフィール                         | ニュルンベルク → ブリュッセル |         |
| 第1日 | TEE21 サフィール                         | ブリュッセル → フランクフルト |         |
| 第2日 | IC171 メリアン(Merian)                   | フランクフルト → バーゼル     | IC3号線 |
| 第2日 | IC174 オットー・ハーン(Otto Hahn)        | バーゼル → ハンブルク         | IC3号線 |
| 第3日 | IC130 トラー・ボンベルク(Toller Bomberg) | ハンブルク → ケルン           | IC1号線 |
| 第3日 | IC150 アドラー(Adler)                    | ケルン → ニュルンベルク       | IC2号線 |

1972年5月23日からは一等・バー合造車の連結が打ち切られて4両編成となった。この時期にはTEEヴァン・ベートーヴェンやレンブラントも含む5日周期の運用となった。1974年には食堂車が一等・バー合造車と入れ替えられた。
1978年からはニュルンベルク - フランクフルト間で西ドイツ国鉄のインターシティ用二等車を含む編成となり、1979年からは全区間で二等車を連結した。1982年冬ダイヤの時点においては、一等車2両、二等車4両、食堂車1両という編成であった。
1987年にユーロシティ「メムリンク」となってからは客車はベルギー国鉄のものが使用された。1993年時点では一等車2両、二等車4両、二等・ビュッフェ(bistro)合造車1両という編成であった。

### 機関車

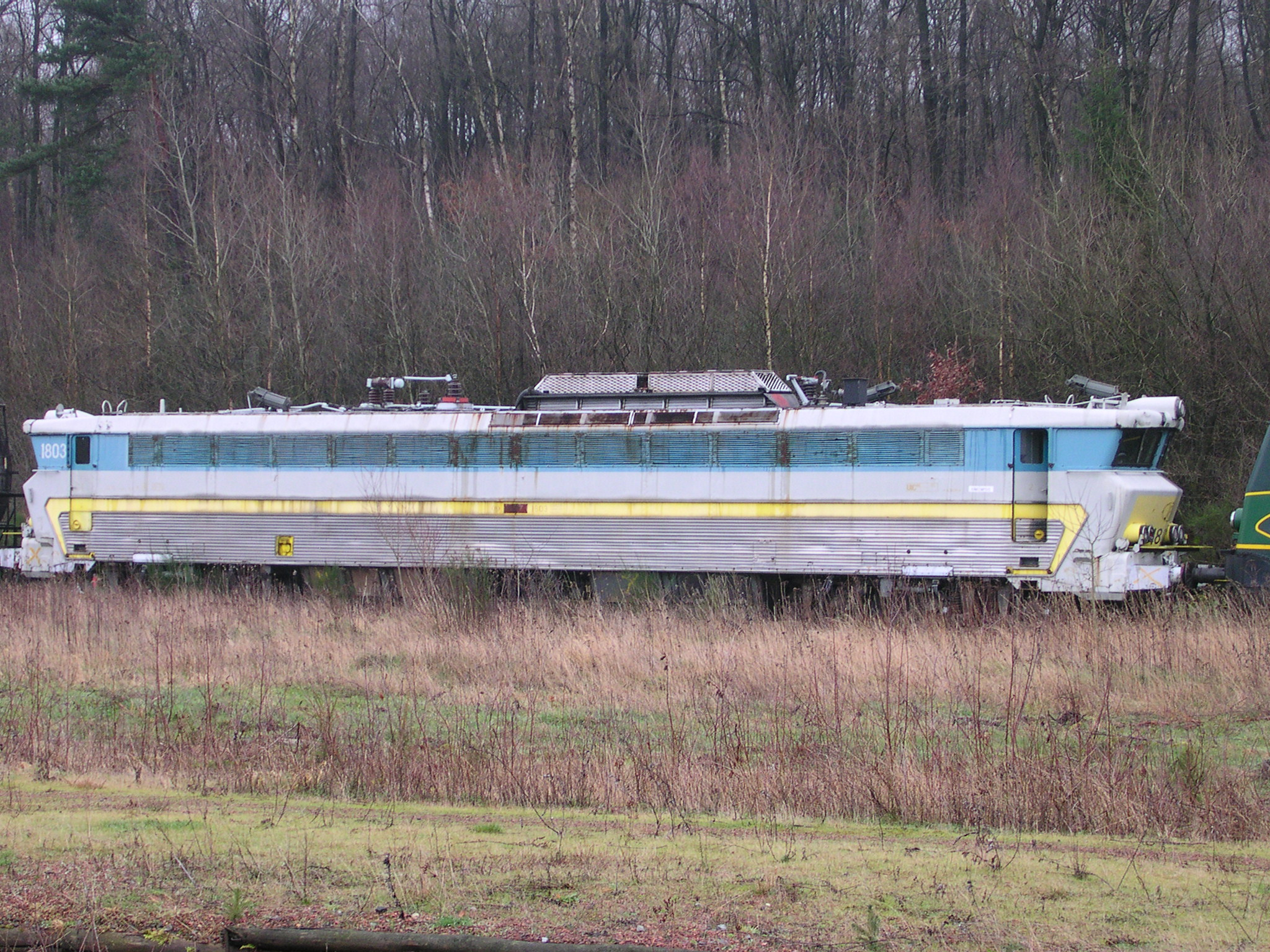
ベルギー国鉄の18形電気機関車

1971年以降、電気機関車は原則としてケルンを境にベルギー国鉄と西ドイツ国鉄（ドイツ国鉄）のものがそれぞれ用いられた。
ベルギー国鉄で用いられたのは主として1973年までは15形(Série 15)、以後は18形(Série 18)である。後には16形(Série 16)機関車も用いられた。アーヘン中央駅を境に電化方式が変わる（ベルギーは直流3000V、ドイツは交流15kV, 16 2/3Hz）ため、いずれも交直流電気機関車である。ただしベルギー国内の一部区間のみを直流専用の23形(HLE 23)機関車が牽引したこともある。
ドイツでは主に103型電気機関車が用いられた。